# Колумба из Санса

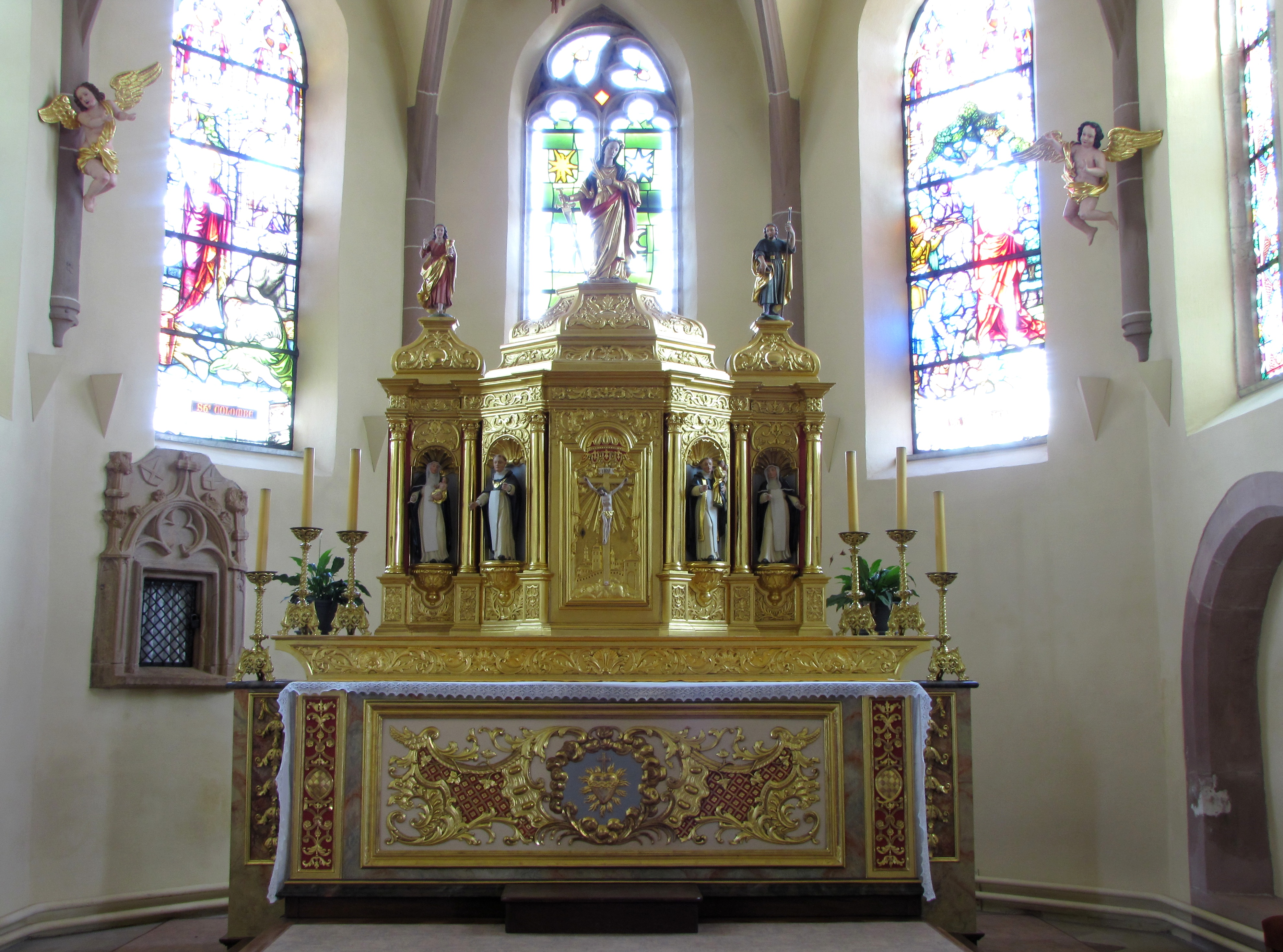
Главный алтарь храма св. Колумбы, Атстат, Франция

Колумба (ок. 257 год, Испания — 273 год) — святая дева. День памяти — 31 декабря.
По преданию, изначально имя святой, возможно, было Эпорита (Eporita). Она была родом из благородной языческой семьи, жившей в Сарагосе. В возрасте 16 лет она бежала из Испании во Вьенну, где её крестили и дали имя Колумба. Оттуда она отправилась в Санс. Там на неё обратил внимание император Аврелиан и хотел заставить её выйти замуж за его сына. Когда святая Колумба отказалась, он заточил её в тюрьму. Пока она там находилась, один из стражей пытался её обесчестить. Тогда медведица, которую содержали неподалёку в амфитеатре, напала на стражника и спасла святую.
Аврелиан хотел, чтобы и Колумба, и медведица были сожжены заживо, но медведица сбежала, а дождь потушил огонь. Поэтому святая Колумба была обезглавлена неподалёку от источника, называвшегося Д’Азон (d’Azon). Человек, прозревший после молитвы о заступничестве святой, увидел место её погребения. На этом месте сначала была построена часовня, затем там был создан монастырь Сенс.
Почитание святой распространено во Франции, где в её честь освящено несколько храмов. Святая Колумба почитается покровительницей Шевильи. Её также почитают покровительницей Андорры.
Святую Колумбу изображают в виде венценосной Девы в оковах, держащей книгу и павлинье перо, или обезглавленной. Иногда вместе с ней изображают собаку или медведя на цепи.